# Ruth (voornaam)
Ruth is een meisjesnaam. Daarnaast werd deze naam in Nederland in het verleden ook heel vaak als jongensnaam gebruikt. De titelfiguur Ruth in het Bijbelboek Ruth, die vermoedelijk leefde omstreeks 1300 v.Chr. in het land van Moab, wordt genoemd als de overgrootmoeder van koning David, die volgens de profetieën een voorvader zou zijn van de Messias. In Moab woonden destijds veel Israëliëten, haar naam is waarschijnlijk niet Moabitisch maar Hebreeuws en betekent dan "kameraad", "vriendschap" of "vriend(in)".
In het Latijn komt de naam voor als Rut, maar deze spelling is ook Hongaars en Zweeds. De vorm Ruta is ook Pools. Tot in de 17e eeuw werd de naam weinig gebruikt in niet-Joodse kringen. In de Angelsaksische wereld is de oorspronkelijk Franse vorm Ruth vooral door de invloed van de Puriteinen populair geworden, die sympathiseerden met de hertrouwde weduwe die de Moabitische afgoden verloochende om met haar nieuwe schoonfamilie mee te gaan naar het land van Israël. De roman Ruth van Elizabeth Gaskell uit 1853 heeft het gebruik van de naam verder versterkt. Een hoogtepunt van de populariteit lag in de jaren rond 1900. Verkleinvormen, vooral gebruikt in het Duits en Engels, zijn Ruthie en Ruthy.
De meeste achternamen met een stam die op Ruth kan teruggaan, zijn afgeleid van het 12e-eeuwse Middelengelse woord "ruth" met de betekenis deernis, compassie, medelijden, geworteld in het Oudengelse werkwoord "rue", medelijden hebben. Een andere afleiding hiervan is het moderne woord "ruthless", genadeloos.
Ten noordoosten van de Black Hills in Harding County in de Amerikaanse staat South Dakota zijn vanaf de jaren 80 vele honderden dinosaurusfossielen opgegraven in de Ruth Mason Quarry, zo genoemd naar de eigenaresse van de grond (overl. 1990), die op zevenjarige leeftijd de eerste ontdekking deed. Een 60% compleet en bijzonder gaaf skelet van de dinosoort Edmontosaurus kreeg de naam Ruth.

## Bekende naamdraagsters
- Ruth Chatterton (1892-1961), Amerikaans actrice
- Ruth Crawford Seeger (1901-1953), Amerikaans componiste
- Ruth Lange (1908-1994), Duits atlete, wereldrecordhouder kogelstoten (1927-1928)
- Ruth Warrick (1915-2005), Amerikaans actrice, bekend als de vrouw van Kane in de film Citizen Kane
- Ruth Graham (1920-2007), Amerikaans schrijfster, echtgenote van Billy Graham
- Ruth Bodenstein-Hoyme (1924-2006), Duits componiste
- Ruth Brown, geboren Ruth Alston Weston (1928-2006), Amerikaans R&B-zangeres
- Ruth Rendell, geboren Ruth Grasemann (1930), Brits schrijfster
- Ruth Ginsburg (1933), Amerikaans jurist, een van de negen rechters en de enige vrouw in het Federale Hooggerechtshof
- Ruth Perry (1939), eerste vrouwelijke president van Liberia (1996-1997)
- Ruth Dreifuss (1940), Zwitsers socialistisch politica, eerste lid van de Bondsraad met een Joodse achtergrond in 1993, eerste vrouwelijke president in 1999
- Ruth Pointer (1946), Amerikaans R&B-zangeres, het oudste lid van The Pointer Sisters
- Ruth Schleiermacher (1949), Duits voormalig langebaanschaatsster
- Ruth Genner (1956), Zwitsers politica voor de groenen
- Ruth Jacott (1960), Nederlands zangeres
- Ruth Metzler-Arnold (1964), Zwitsers christendemocratisch politica, vicepresident in 2003
- Ruth van der Meijden (1984), Nederlands atlete
- Anne-Ruth Wertheim (1934), Nederlands docent, publicist en activist

## Ruth als achternaam
- Roy Del Ruth (1893-1961), Amerikaans filmregisseur van onder meer The Maltese Falcon uit 1931 en The Babe Ruth Story uit 1948
- Babe Ruth, geboren George Herman Ruth (1895-1948), Amerikaans honkballer, volgens velen de beste aller tijden
- Frans van Ruth (1951), Nederlands pianist

## Ruth als plaatsnaam
- Ruth Mason Quarry, de opgraving op het erf van de familie Mason in South Dakota, waar Ruth struikelde over een dinosaurusbot.
- Ruth (maankrater), een maankrater met een diameter van 3 km, vernoemd naar de Hebreeuwse meisjesnaam.
- Ruth (Venuskrater), een 19 km grote krater op Venus, naar de meisjesnaam.
- Ruth (North Carolina), een plaats in de staat North Carolina in de Verenigde Staten

## Ruth als titel
- De victoriaanse roman Ruth van Elizabeth Gaskell uit 1853 met als hoofdpersoon de ongetrouwde en zwangere Ruth Hilton is een sociaal bewogen boek dat stelling neemt in het maatschappelijk debat over onwettige kinderen.
- The Babe Ruth Story (1948), een film door Roy Del Ruth over het leven van Babe Ruth.[3]
- Life for Ruth (1962), een speelfilm door de Britse regisseur Basil Dearden over ethiek in de medische wetenschap.[4]
- Citizen Ruth (1996), een komische film van Alexander Payne die op lichtvoetige wijze gevoelige en in filmland ongebruikelijke thema's zoals abortus aansnijdt.[5]